# Don’t Panic (альбом)
| Оценки критиков   | Оценки критиков |
| Источник          | Оценка          |
| ----------------- | --------------- |
| AbsolutePunk      | (90%)           |
| Allmusic          | [ 2 ]           |
| Alter The Press!  | [ 3 ]           |
| Alternative Press | [ 4 ]           |
| idobi             | [ 5 ]           |

Don’t Panic! (с англ. — «Не паникуй!») — пятый студийный альбом американской поп-панк-группы All Time Low, выпущен 9 октября 2012 года.

## Об альбоме
В Don’t Panic! All Time Low не ограничивали себя одним жанром, экспериментируя с новым звучанием, но при этом используя стили предыдущих работ.

## Список композиций
Все тексты написаны Алексом Гаскартом.
| №                   | Название                                | Музыка              | Длительность |
| ------------------- | --------------------------------------- | ------------------- | ------------ |
| 1.                  | «The Reckless and the Brave»            |                     | 3:19         |
| 2.                  | «Backseat Serenade»                     |                     | 3:21         |
| 3.                  | «If These Sheets Were States»           |                     | 3:19         |
| 4.                  | «Somewhere in Neverland»                |                     | 3:45         |
| 5.                  | «So Long, Soldier»                      |                     | 2:49         |
| 6.                  | «The Irony of Choking on a Lifesaver»   |                     | 3:36         |
| 7.                  | «To Live and Let Go»                    |                     | 3:43         |
| 8.                  | «Outlines»                              | Patrick Stump       | 3:35         |
| 9.                  | «Thanks to You»                         |                     | 3:34         |
| 10.                 | «For Baltimore»                         |                     | 3:09         |
| 11.                 | «Paint You Wings»                       |                     | 3:40         |
| 12.                 | «So Long, and Thanks for All the Booze» |                     | 3:09         |
| Общая длительность: | Общая длительность:                     | Общая длительность: | 40:57        |